# メルヒオール・ボルヒグレヴィンク
メルヒオール・ボルヒグレヴィンク（Melchior Borchgrevinck, 1570年頃 - 1632年12月20日）は、デンマークの作曲家。

## 生涯
父はオランダ出身でデンマーク宮廷に仕えていた音楽家ボナフェントゥラ・ボルヒグレヴィンクで、1587年1月にフレゼリク2世によって宮廷楽長に任命され、15人のトランペット奏者と9人の器楽奏者と20人の歌手を率いた。同年7月に不明の理由でボナフェントゥラは楽長を解任されたが、器楽奏者だったメルヒオールは楽団に留まった。
1588年に幼年のクリスチャン4世が即位したが、経費削減で宮廷楽団への支出は抑えられた。しかし1696年からクリスチャン4世の親政が開始されると宮廷楽団は大幅に拡充され、器楽奏者は15人に増やされ、歌手23人とトランペット奏者33人が新たに加わった。この頃にはメルヒオールは楽士たちからリーダーとして認められていた。
ボルヒグレヴィンクはロンドンやダンツィヒ（現在のグダニスク）に楽器の買い付けに派遣され、さらにヴェネツィアに留学してジョヴァンニ・ガブリエーリに学んだ。1601年にロスキレ大聖堂の参事に任命された。1618年に宮廷楽長となり、副楽長には弟子でヴェネツィア留学に随行したモーエンス・ペデルセンが任命された。
しかし1627年に三十年戦争の戦費捻出のためボルヒグレヴィンクは解任され、ロスキレに隠棲した。1631年に再起用されたものの、翌年に死去した。

## 作品
現存する作品は少ないものの、マドリガーレと5つの楽器のための舞曲集である『パドゥアーナとガリアルド第1集』などがある。

## 文献
- Carl Frederik Bricka: Dansk biografisk Lexikon - II. Bind. Beccau - Brandis S. 510-11
- Eva Tønnesen: Melchior Borchgrevinck kannik i Roskilde og kgl. hofkomponist